# ماريو ناردون
ماريو ناردون (بالإيطالية: Mario Nardone)‏ هو ضابط شرطة إيطالي، ولد في 8 مايو 1915 في Pietradefusi ‏ في إيطاليا، وتوفي في 1 يوليو 1986 في ميلانو في إيطاليا.